# جون لينن
جون لينن (بالإنجليزية: John Lunn)‏ (9 ديسمبر 1946 في المملكة المتحدة - 1973) هو مدرب كرة قدم ولاعب كرة قدم بريطاني في مركز الظهير. لعب مع دونفرملين أثلتيك.

## وصلات خارجية
- جون لينن على موقع قاعدة بيانات كرة القدم.إي يو (الإنجليزية)